# Средец
Средец (буг. Средец) град је у Републици Бугарској и седиште истоимене општине Средец у оквиру Бургаске области.

## Географија
Положај: Средец се налази југоисточном делу Бугарске. Од престонице Софије град је удаљен 370 km источно, а од обласног средишта, Бургаса град је удаљен 30 km југозападно.
Средец се сместио у приобалној равници до Црног мора, око 20 km удаљености од најближе морске обале. Јужно од града издиже се планина Странџа.

## Становништво
По проценама из 2007. године Средец је имао око 9.500 становника. Огромна већина градског становништва су етнички Бугари. Остатак су махом Роми. Претежан вероисповест месног становништва је православље.

## Галерија
- Здање општине
- Црква свих Светих
- Градско читалиште
- Детаљ трга